# صراع العروش (الموسم 6)
أعلنت HBO عن تجديد المسلسل الملحمي صراع العروش لموسم خامس وسادسٍ بعد يومين من بداية الموسم الرابع في أبريل 2014 وبدأ عرضُه في أبريل 2016. حيثُ بُثّت أولى حلقات الموسم في 24 أبريل 2016. المُسلسل من تأليفِ وتطوير الثنائي ديفيد بينيوفودانيال وايز وهوَ اقتِباسٌ لسلسلة روايات أغنية الجليد والنار من تأليف جورج ر. ر. مارتن، وقد انحرَف المُسلسل عن مسار الروايات، حيثُ أنّ الجُزء السادس من الروايات رياح الشتاء لم يَصدُر بعد؛ إلّا أنّ مارتن أفصح عن الخطوط العريضَة لِكلّ الشخصيّات للكاتِبَين وايس يونيوف، فغالباً سَيصل المُسلسل والروايات لنفس النُقطة.

## الإنتاج

### طاقَم عَمل ما خلف الأضواء
أغلبُ الحلقات من كِتابَة وتطوير الثنائي ديفيد بينيوف ودانيال وايز، وكما حَدث في الموسم الخامس فإنّ الكاتِب جورج مارتن الذي اعتادَ على كِتابة حَلقة واحِدة من كُل موسِم أعلن أنه لن يقوم بكتابة أيّ حلقاتٍ من حلقات الموسم السادس وذلك للتفرغ لإكمال الكتاب السادس من السلسلة ذات عنوان رياح الشتاء. وقد أعلنت HBO عن قائمة المخرجين للموسم السادس، وهؤلاء المخرجون هم: جيرمي بودسوا (الحلقتان الأولى والثانية)، دانيال ساكهيم (الحلقان الثالثة والرابعة)، جاك بندر (الحلقات الخامسة والسادسة)، مارك ميلود (الحلقات السابعة والثامنة)، ميغل سابكنيك (الحلقات التاسعة والعاشرة)؛ أُضيفَ لهذا الموسم ساكهيم وبندر الَذين يُعتَبران أوّل مرّة يُخرجان فيها إحدى حلقات المُسلسل، أمّا باقي المُخرجين فقد أخرَج كُل واحِدٍ مَنهم حَلقتانِ على الأقل.

### التصوير
بداً التصوير الرئيسيّ للموسِم في يوليو 2015 وانتهى في 17 ديسمبر 2015. وقد زادَت ميزانيّة المُسلسل بحلقاتِه عن المواسِم السابِقة، حيثُ كلّفت الحلقة الواحِدة ما يُقارِب 10 ملايين دولار، وهو ما مجموعُه 100 مليون دولار للموسِم الكامِل وهوَ أعلى مُسلسلٍ تمّ تصويره بهذه التَكلفة. وقد صُوّر المُسلسل في خَمسِ دولٍ مُختَلفة هي: أيرلندا الشمالية، وإسبانيا، وآيسلندا، وكندا، وكرواتيا. ومِثلَ المواسِم السابقة فإن استيديوهات بلفاست في أيرلندا الشماليّة أخذت نصيبَ الأسد في التصوير. وتَمشل أماكن التصوير كذلك مُدناً أسبانيّة، حيثُ تمّ التصوير في جرندة من 3 إلى 18 سبتمبر وفي نافارا من 20 إلى 25 سبتمبر، بالإضافَة إلى بينيسكولا في أوائِل أكتوبر 2015 وفي ألمرية من 10 إلى 23 أكتوبر. كما تَشملُ مواقِع التصوير قلعة الظفرة في وادي الحجارة وبارديناس رياليس وقصبة المرية وقلعة القديسة فلورنتينا في برشلونة.
في أغسطس 2015، أُعلِنَ أنّ المُسلسل ولأوّل مرّة مُنذ الموسِم الأول أنّه لن يتم تصويرُ أي مَشهدٍ في كرواتيا، حيثُ كانوا يُصوّرون مشاهِد كينغز لاندينغ في مدينَة دوبروفنيك، كما كانَت بعضُ المُدن الأخرى مِثلَ كليس وسبليت وشيبينيك مواقِعاً لتصويرِ المُسلسل، مما عَنى أنّ الأحداثَ لم تُركّز كثيراً على العاصِمة وآل لانستر. ومع ذلك فقد شوهِدَ المُمثّلون في دوبروفنيك في أكتوبر 2015 وهو ما يُناقِضُ تصريحات HBO.

### الكتابة
مع نهاية الموسم الخامِس، وصلت أحداثُ المسلسل لنفسِ النُقطة التي وصلت إليها سلسلة الروايات أغنية الجليد والنار في جُزئها الخامِس رقصة مع التنانين. وقد قال جيرمي بودسوا -أحد مُخرجي الموسم السادس- قال في أغسطس 2015: «ما نُصوّره في الموسم السادس حتماً ليسَ مبنيّاً على سلسلة الروايات، ولكنّه مبنيّ على ما ناقشناه مع المؤلّف الأصليّ جورج مارتن.» وقد بدأت أحداث الموسِم السادِس بنفس النُقطَة التي انتهت في الموسم السابِق له، عكس رياح الشتاء، حيثُ أنّ المسوّدة الأولى منها تحكي عن فرقةٍ مسرحيّة في مدينَة برافوس تُمثّل بسخرية الأحداث التي وقعت في بداية السلسلة بمسرحيّة اسمُها اليَد الدامي.

### اختيار المُمثلين
بالإضافة للممثلين القُدامى، هناك عدد من الوجوه والشخصيات الجديدة ظهرت في الموسم، أحدُ هذه الشخصيّات الجديدة هي شخصيّة الغُراب ذي الثلاث عيون التي يؤدّيها المُمثل ماكس فون سيدو. كما شهِدَ الموسم السادِس عودَة مسارِ قَصة شخصيّة بران ستارك ورفاقِه وذلك بعدَ أن حُذِقت في الموسم الخامس ولم يظهر فيها. كما عادَت جيما ويلان لتلعَب دورَ يارا غريجوي شقيقة ثيون، وهيَ أيضاً لم تظهر في الموسم الخامس. وانضَم المُمثل الألماني بيلو آزبيك ليلعب دور إيرون غريجوي وهوَ شقيق اللورد بالون الأكبر. بالإضافة إلى شخصيّة والدر فراي التي يؤدّيها المُمثل ديفيد برادلي حيثُ أنّه من المتوقّع ظُهورها وقد أعلَن أنّه سيعود ولكن لم يُحدّد في أيّ موسم، حيث أنّ آخر ظهورٍ له كان في الموسم الثالث، وقد شوهِدَ المُمثّل ديفيد برادلي في استوديوهات بلفاست في أغسطس 2015.
وتظهر في هذا الموسم عائلة تارلي مُتمثّلةً في المُمثل فريدي ستروما الذي يؤدّي شخصيّة ديكون تارلي وهو شقيق سامويل تارلي؛ وقد ذُكرت هذه الشخصيّة في الروايات ولكنّها لم تظهر في المُسلسل من قبل. ويؤدّي جيمس فوكنر شخصيّة رانديل تارلي، وسمانثا سبيرو تؤدّي دور ميليسا تارلي، أمّا ربيكا بينسون تؤدي دور تالا تارلي. وَظهرت ساحرة حمراء جديدة تخدِم إله النور في أسهاي تلعب شخصيّتها المُمثلة ميلاني ليبرد. كما انَضم لطاقم العَمل المُمثّل ريكي تشامب ويلعب دورَ فلين، وهو رجلٌ هاربٌ من القانون يستَخدِم الدين ذريعةً لأفعاله. ويظهر في هذا الموسم نيد ستارك من جديد في شبابه في مشهد استرجاع فني ويؤدّي الدور سباستيان كروفت. وتؤدّي الممثلة سعاد فارس دورَ الكاهنة العُليا.
شهِدَ الموسم السادس ظهور فرقةٍ مسرحيّة في مدينة برافوس تُقدّم عرضاً مسرحياً بعنوان اليَد الدامي، وتحكي هذه المسرحية عن الأحداث التي وقعت في كينغز لاندينغ خلال الموسم الأول من المسلسل. وانضمّ كيفين إلدون وإيسي ديفيس ليكونا أحد أعضاء الفرقة، حيث يؤدّي إلدون دورَ نيد ستارك في المسرحية، وديفيس دورَ سرسي لانستر في المسرحية، أما مدير الفرقة يؤدّي دوره ريتشارد جرانت.

#### مصير الشخصيات الرئيسيّة
بعدَ الحَلقة الأخيرة من الموسم الخامس، العديد من الشخصيّات مصيرُها باتَ مجهولاً وغيرُ معلوم إذا ما قُتلت بالفعل أو أنّها نَجت، مِثلَ سانسا ستارك، وثيون غريجوي، وستانِس براثيون، ومارسيلا براثيون، وجون سنو. إلّا أنه وخِلال مؤتمر كومك كون في 2015، أكّدت صوفي تارنر وألفي آلن أنهما سيعودان في الموسِم السادِس، مما يعني أنّ شخصيّة سانسا وثيون قد نجحا في الفرار من القَلعة. وفي مُقابَلةٍ مع مُخرِج الحلقة الأخيرة من الموسم الخامس ديفيد نتر أكّد أن ستانِس براثيون قد قُتِلَ بالفعل. كما أكّد ديفيد بينيوف ودانيال وايز أنّ مارسيلا قد قتلت أيضاً بينَ يَدي والِدها وذلك بعدَ أن سمّمتها إلاريا ساند.
أحدُ أكثَر الأحداث التي أثارت ضجّة جماهيريّة هيَ مقتَل جون سنو الشخصيّة التي يُؤدّيها كيت هارينغتون، وظهرت نظريّاتٌ عديدة حولَ عودَته. إلّا أن هارينغتون أكّد أن الشخصيّة ماتت ولن تعود وقالَ أنّ هذا ما أخبَره به المنتجون وإن كانَ سيحدُث أي تغيير في المستقبل فهوَ لا يعلم بذلك. ولكن وعلى الرُغمِ من هذا، نُشِرت صوّر يظهرُ فيها كيت هارينغتون في موقِع تصوير الموسِم السادِس لقراءة السيناريو، مما غذّى التوقعات أنّ الشخصيّة ستعودُ في الموسم القادم. ومع ذلك، قد تظهر شخصيّة جون سنو كجُثّة في الحلقة الأولى وحسب، كما ظهرت شخصيّة تشارلز دانس في كجثّة هامدة في الحلقة الأولى من الموسم الخامس، فلا شيء مؤكد حتى الآن. وقد نُشرَت صورةَ على الإنترنت في سبتبمر 2015 في موقع تصوير المسلسل في بلفاست، وظهر فيها هارينغتون مُرتدياً زيّ حَرس الليل. وفي حركةٍ تسويقيّة دعائيّة، أصدرت HBO مُلصقاً في نوفمبر 2015 يظهر فيه شخصيّة جون سنو، مما أعاد الجدل حول هذه الشخصيّة. وقد قالَ المُمثّل نيكولاي كوستر والداو أن المشهدَ الافتتاحي من الموسِم السادس سيُظِهر أن جون سنو قد مات بالفعل. وقد أكّد هارينغتون في مارس 2016 في مُقابلةٍ أُجرِيت معه، أنّه قد صوّر مشاهِد جديدة للموسم السادس كجُثّة وأردَف أن لا عِلم له إذا كان سيبقى على هذه الحال أم لا.

### الترويج والتسويق
أصدرت HBO عبر حسابها الرسمي GOT على موقع تويتر مُلصَق تشويقي في 23 نوفمبر 2015 يظهر فيه شخصيّة جون سنو. كما أصدرت فيديو دعائي من 41 ثانية في 3 ديسبمر 2015، لم يحمل الفيديو أيّة صور جديدة بل جمع صور قديمة للحظات مؤثرة طوال مسيرة المسلسل عبر مواسمه مع صوتٍ في الخلفيّة يقول: «نحن نراقب، نستمع ونتذكر، الماضي مكتوب بالفعل والأقلام قد رُفعت»، ثم يُسمع صوت بران ستار يقول: «ليس لديهم أيّة فكرة عما سيحدث في المستقبل».
في يناير 2016، أصدرت HBO ثلاث مقاطع تشويقيّة، وفي كُل واحدٍ منها تُصوّر رايات المنازِل الثلاث، فيديو آل ستارك بلسان رامزي بولتون وهو يقول «وينترفل لي، تعال وانظر بنفسك»؛ وعلى جانب آل لانستر الكلام كان على لسان الدوري الاعلى وهو يقول «كل واحد منا وحده فقير وضعيف ولكن سوياً نستطيع أن نُسقط إمبراطورية»؛ أما من جانب التارغيريان فالكلام كان باللغة الدوثراكية ويبدو أنه موجه لدنيريس وترجمته «أنتِ لا أحد، المليون من اسمك، كاليسي لـ لا أحد». كما أصدرت القناة في 11 فبراير 2016 ثمانية وعشرون صورةً حصريّة من الموسم السادس، وظهرت فيها عدّة شخصيّات رئيسيّة بينما لوحِظَ غياب جون سنو. وفي المقطع التشويقيّ الذي صَدر في 14 فبرير 2016، ظهر فيه عددٌ من وجوه الشخصيّات الميّتة والحيّة في بيت الأسود والأبيض في قاعة الوجوه، بداية يظهر نيد ستارك، ثم ابنه روب وكايتلين ستارك، والملك جوفري، ثُمّ وجه (جون سنو)، ثُم تظهر وجوه الشخصيّات الحيّة وهي تيريون، وسانسا، ودنيرس، وسيرسي، وأريا، وجايمي. وفي 24 فبرير أصدرت القناة 16 مُلصقاً مُتضمّناً هذه الوجوه في بيت الأسود والأبيض. وأخيراً صدر الفيديو الدعائي الأول في 8 مارس 2016.

### ما بعدَ العروش
ما بعدَ العروش (بالإنجليزية: After the Thrones)‏ هوَ برنامَج حيّ حواري أعلَنت عنه HBO من تَقديم آندي غرينوالد وكريس ريان، يُبثّ البرنامَج بعد عرضِ الحلقة الجديدة من المُسلسل، وتقوم فكرَتُه على مُناقَشة تلك الحَلقة.

## طاقَم العَمل

### الأدوار الرئيسيّة
- بيتر دنكليج بدور تيريون لانستر.
- نيكولاي والداو بدور جيمي لانستر.
- لينا هيدي بدور الملكة سيرسي لانستر.
- إميليا كلارك بدور الأميرة دنيرس تارغاريان.
- كيت هارينغتون بدور جون سنو.
- إيدن غلين بدور لورد باليش/ ليتل فينغر/ الخنصر.
- ناتالي دورمر بدور مارجري تايريل.
- ليام كانغهام بدور دافوس سيروس.
- كاريس فان هوتين بدور ميليساندري.
- إندريا فارما بدور إلاريا ساند.
- كونليث هيل بدور اللورد فاريس.
- ألفي آلن بدور ثيون جريجوي/ريك.
- جون برادلي بدور سام تارلي.
- صوفي تارنر بدور سانسا ستارك.
- مايسي ويليامز بدور أريا ستارك.
- ايزاك هيمبستيد رايت بدور بران ستارك.
- كريستوف هيفجو بدور تورمند جاينتسبين.
- هانا موراي بدور غيلي.
- جروم فلين بدور برون.
- مايكل هاشمان بدور داريو نهاريس.
- ناتالي ايمانويل بدور ميساندي.
- غوندلن كريستي بدور برين التارثيّة.
- دين شارل تشابمان بدور تومين براثيون.
- توم والشيها بدور جاكن هغار.
- مايكل ماكلتون بدور روز بولتون.
- إيوان ريون بدور رمزي بولتون.
- إيان غلين بدور جوراه مورمنت.

### الأدوار الثانويّة
| في دورن - ألكسندر صديق بدور دوران مارتيل. - جيسيكا هينويك بدور نيميريا ساند. - كيشا كاستل هيوز بدور أوبارا ساند. - روسبيل لورنتي سيلر بدور تيني ساند. في كينغز لاندينغ - ديانا ريج بدور أولينا تايرل. - جوناثان برايس بدور الدوريّ الاعلى. - إيان غيلدر بدور كيفن لانستر. - فين جون بدور لوراس تايرل. - روجر أشتون بدور ميس تايرل. - نيل تايغر فري بدور مارسيلا باراثيون. - يوجن سيمون بدور لانسل لانستر. - سبيل كيكيلي بدور شاس. في الوادي - روبرت فينسترات بدور رون رويس. - لينو فاسيلو بدور روبن آرين. في الشمال - دانيال بورتمان بدور بوتريك باين. - ناتالي تينا بدور أوشا. - آرت باركنسون بدور ريكون ستارك. - دين جاغر بدور ساملجون آمبر في الجبال الحمراء - سباستيان كروفت بدور نيد ستارك في صِغره. - روبرت أرامايو. الجِدار - أوين تيل بدور آليسر ثورن. | وراء الجدار - ريتشارد بريك بدور ملك الليل. - كريستين نايرن بدور هودور. - إيلي ميندريك بدور ميرا ريد. - ماكس فون سيدو بدور الغراب ذي الثلاث عيون. في برافوس - فاي مارساي بدور اللقيطة. - ريتشارد جرانت بدور مُدير فرقة المسرح. - إيسي دايفز بدور مُمثّلة في المسرح تلعب دور سيرسي لانستر. - كيفن إلدون بدور ممثل في المسرح يلعب دور نيد ستارك. في ريفرلانجز - كلايف راسل بدور بريندن تلي - توبايس مينزيس إدميور تلي. في الريتش - جيمس فولكنر بدور راندل تارلي. - سمانثا سبيرو بدور ميليسا تارلي. - فريدي ستروما بدور ديكون تارلي. - ريبيكا بينسون بدور تالي تارلي. في جُزر الحديد - جيما ويلان بدور يارا جرايچوي - باتريك مالاهايد بدور بالون جرايچوي. - بيلاوي أسباك بدور يورن جرايچوي. عبر البحر الضيق - جو ناوفو بدور كال جهاكو. - اندريه كلود بدور كال رالكو. - تشوكو مودو بدور آهكو. - تامر حسان. |

## الحلقات
| ر. الإجمالي | ر. في الموسم | العنوان          | المخرج         | الكاتب                      | تاريخ العرض الأصلي | عدد المشاهدات (بالمليون) |
| --- | ------------ | ---------------- | -------------- | --------------------------- | ------------------ | ------------------------ |
| 51 | 1            | «المرأة الحمراء» | جيرمي بودسوا   | ديفيد بينيوف، ودي. بي. وايس | 24 أبريل 2016      | 7.94                     |
| يَعثُر السير (دافوس) على جُثّة (جون سنو) المُلقاةِ على الأرض، ويقوم مع (إد) وبضعُ أشخاصٍ من حرسِ الليل بنقلِه لغرفةٍ ما في الداخِل ويُقفِلونَ الباب على أنفُسِهم، ويُصبِح (ثورن) هو قائد الحَرس. أمّا في وينترفيل، يَحزَن (رامزي) على مَقتَل (ميرندا) في حينِ نجاح (سانسا) و(ثيون/ريك) في النجاح من القلعة، إلّا أنَ جنودَ (رامزي) يعثرونَ عليهم، وقبلَ أن يأخذوهُم أسرى تأتي (بريان) وتُنقِذَهم وتُصبِح فارِسَة تحتَ إمرَة (سانسا). في كينغز لاندينغ، تستَقبِل (سيرسي) شقيقها (جيمي) القادِم من دورن بصحبَة جُثّة ابنتهما (مارسيلا) الذي يَعدُها أنّهما سينتقمان من جميعِ من آذوهما. وفي مدينَة دورن، تقوم (إليريا) وأفاعي الرمال بقتلِ الأمير (دوران) وجنودِه وذلك بعدَ معرفتِه بمقتَل (مارسيلا). وفي القارّة الأخرى في ميرين، أحوالُ المدينة سيئة، حيثُ يجد (تيريون) و(فارس) نَفسيهما وسط مشاكِلَ كثيرة، أما (جوراه) و(داريو) يستَمرّان في البحثِ عن (دنيرس) التي استَحوذَ عليها قبيلَة الدوثراكي وأخذوها إلى الكال (مورو). وفي برافوس، تستَمّر (آريا) في دروسِها وهيَ تعيشُ الآن في الشارِع كمُتشرّدة عمياء، وتأتي إليها الفتاة اللقيطة من المعبد وتقوم بضربها. وبالعودَة إلى القلعة السوداء، تُزيلُ (ميليساندري) قلادَتها لِتَكشِفَ عن شكلِها الحقيقي، حيثُ إنها عجوزٌ كبيرةٌ شمطاء في مشهدٍ فيما يبدو أنّها فقدَت إيمانِها بإلاهها إله النور. |              |                  |                |                             |                    |                          |
| 52 | 2            | «وطن»            | جيرمي بودسوا   | ديف هيل (كاتب)              | 1 مايو 2016        | 7.29                     |
| (والدا) تَلِدُ طفلاً، مما دَفع (رامزي) لقتلِ والِده (روز بولتون) وزوجته وطفلِها، وصارَ هو حاكِم وينترفيل. وبعد اطمئنان (ثيون) على (سانسا) يطلب منها السماح له بالذهاب لموطِنه جُزر الحديد. في ذلك الوقت، يعودُ عمّه (إيرون غريجوي) ويقتُل أخيه (بالون)، لذا أقسَمت (يارا) على الانتقام لوالدها. وفي برافوس، تنقتل (آريا) لمرحلة جديدة من تدريبها، حيثُ يأمرها (جاكِن) بأن تتبعه. (تيريون) في ميرين يكتشف أنّ المُدن بدأن تخرج عن السيطرة، حيثُ أنّ مدينَتي أصطابور ويونيكاي عادتا إلى العبوديّة. أمّا (بران) وبرفقة الغُراب ذي العيون الثلاث، يعود في إحدى أحلامِه في الزمن ليُشاهِد وينترفيل ويرى والِده (نِد) و(بينجن) و(ليانا ستارك) و(هودور) في صِغَرهم. أما في القلعة السوداء، يَصِل (إد) مع (تورمند) وباقي الهَمج ويسجنونَ (ثورن) وباقي المُتمرّدين، في حين يطلُب (برافوس) من (ميليساندرا) استخدام سِحرها في مُحاولة إحياء (جون سنو)، وبعد الطقوس التي بدت أنّها غير ناجحة، يستيقظ (جون سنو). |              |                  |                |                             |                    |                          |
| 53 | 3            | «الحانِث بالعهد»  | دانيال ساكهايم | ديفيد بينيوف، ودي. بي. وايس | 8 مايو 2016        | 7.28                     |
| بعدَ عودَة (جون سنو) إلى منصِبه في حَرس الليل، يقوم بإعدام (أليسر ثورن) و(أولي) وبقيّة الأفراد المُشاركين في طَعنِه، ثُم يستقيل من منصِبه ويتحرّر من قَسَمِه ويُعلِن أنّ (إد) هو القائد. على مَتنِ أحد القوارِب، هناك (سام) الذاهِب إلى المدينة القديمة ليتدرّب ليكون مايستر، ويُعلِن عن رغبَتِه بترك (جيلي) وطِفلها مع عائِلَته في هورن هيل ويذهب لوحدِه. أمّا بران وفي إحدى رؤاه، يرى والِده في مشهدٍ من الماضي يُقاتِل السير (آرثر داين) قُربَ بُرج البهجة. وفي ينترفيل، يطلُب اللورد (أومبر) المساعدة من (رامزي) والتحالُف للحماية من الهمج الذين يتقدّمون نحو الجنوب بسرعة، ويُقدّم له ريكون ستارك) و(أوشا) مع رأس الذئب الرهيب كهديّة. في كينغز لاندينغ، يتحاور الملك (تومين) مع الدوريّ الأعلى ويدسّ ذلك الأخير ألاعيبَه بعقل الملك، في حين أن (سيرسي) و(جايمي) يُحاوِلان الانضمام للمجلس الصغير إلا أنّهما غير مرحّب بهما. وفي القارّة الأخرى في إيسوس في مدينة فايس دوثراك، توضَع (دنيرس) في معبَد دوش خالين وهو السَكن الذي يَسكُنّ فيه زوجات الكال. في حين أن (فاريس) يكتشف أن أسياد أصطابور ويونيكاي وفولانتيس هم من يُموّلون أبناء الهاربي. أمّا تدريبات (آريا) مازالت مُستمر، وقد عاد إليها بصرها. |              |                  |                |                             |                    |                          |
| 54 | 4            | «كتاب الغريب»    | دانيال ساكهايم | ديفيد بينيوف، ودي. بي. وايس | 15 مايو 2016       | 7.82                     |
| تصل (سانسا) و(بريان) و(بودريك) إلى القلعة السوداء، ويجتمعونَ مع (جون سنو). وتُحاوِل (أوشا) إلى وينترفيل اغتيال (رامزي) إلّا أنّه يقتُلها ثُم يُرسِل رسالَة تهديدٍ إلى (جون) إذا لم يُعيد (سانسا) إلى وينترفيل. فيتناقش الأخّان حول الزخف جنوباً لاستعادة وينترفيل. كما يعود اللورد (باليش) إلى الوادي ليحشِد جيشاً ضدّ آل بولتون. وفي كينغز لاندينغ، تستطيع (مارجري) أخيراً زيارة أخيها (لوراس) في حين تخطيط (سيرسي) و(جايمي) و(أولينا) للقضاء على الدوريّ الأعلى. ويصل (ثيون) لموطِنه ويلتقي بأختِه ويوضّح لها أنه سوف يدعمها لأن تُصبِح الملكة. وفي ميرن، يلتقي تيريون مع النخّاسين، ويتّفق معهم على السلام الذي سينتهي في غضون سبعِ سنواتٍ مما يُغضِب (ميساندي) و(غراي وارم). كما يعلَم (داريو) بشأن إصابة (جورا) بداء التحجّر خلال رحلة بحثِهم عن (دنيرس). في ذلك الوقت، تجتمع (دنيرس) مع الأخوال وتقوم بإحراقِ معبدهم وتخرُج من النار ولم يُصبِها أذى فيقوم الدوثراكيين بالسجود تعظيماً لها. |              |                  |                |                             |                    |                          |
| 55 | 5            | «الباب»          | جاك بيندر      | ديفيد بينيوف، ودي. بي. وايس | 22 مايو 2016       | 7.89                     |
| عبر البحر الضيّق في برافوس، تُعطَى (آريا) فُرصَة أخرى لإثبات ولائها ذلك عبر قتلها لمُمثّلة في مسرح برافوس المُتنقّل. وتعلَم (دنيرس) بمرض (جورا) وتأمره بالسعي لإيجاد شفاءٍ له. وفي ميرين، يلتقي (تيريون) بكاهِنَة حمراء وتعرض دعمها لـ(دنيرس) وأنّها هيَ المُختارَة. وبالعودة إلى ويستروس، يفوز (إيرون) على ابنَة أخيه (يارا) بالعرش على الرُغم من اعترافه أنّه قتل (بالون)، ويُسبّب هذا هرَب (يارا) و(ثيون) مع أسطولٍ من أفضل السفن. كما يَصِل اللورد (باليش) إلى القلعة السوداء ويلتقي خفاءً مع (سانسا) ويعرِض عليها دعمَ الوادي ويُخبِرها أن (بريندان تالي) قد جَمع جيشاً في ريفررن، إلّا أنها ترفض مساعدته. بعدها يُغادِر (جون) و(سانسا) القلعة لجمع الحُلفاء من العوائل الشماليّة. وفي شمال الجدار، يَعلَم (بران) في إحدى رؤاه أنّ أطفال الغابة هُم من صَنع السائرين وذلك لحمايتهم من البشر الأوائل. وفي رؤيَةٍ أُخرى، يرى (بران) نفسه وسط جيش السائرين، ويستطيع ملك الليل رؤيَته ويمسكه من يَده، يستيقظ (بران) فَزِعاً ويُخبِره الغراب ذي الثلاث عيون أن يهرُبَ من فوره إذ أنّ الكهف لم يَعُد آمناً. يصِل جيش السائرين إلى الكهف ويقتحموه، في حين أنّ (بران) مع الغراب يكونون في الرؤيا التي يُشاهِد فيها أباه و(هودور) في صِغرهم؛ يقوم السائرون بقتل الغراب، بينما يسمع (بران) في الماضي صوتَ (ميرا) تخبره بأن يتحكّم في (هودور) للفرار من الكهف. فيتحكّم (بران) في الماضي بـ(هودور) في الحاضر وينجحون بالفرار من الكهف؛ وبعد خروجهم من الكهف، تصرخ (ميرا) طالِبةً من (هودور) أن يُغلِق الباب منعاً من خروج السائرين، في حين هروب (ميرا) حاملةً معها (بران)، ويُقتَل (هودور) على أيديهم. أمّا في الماضي، يحصُل التماس في وعيِ (ويليس/هودور) فيستطيع رؤية (بران) ويبدو وكأنّه رآى جيش السائرين في المستقبل وهم يقتلونه، فيدخل في نوبَة ويسقط على الأرض ويبدأ بترديد كلمة "أغلِق الباب - Hold The Door" لتُصبِح فيما بعد "هودور" وهي الكلمة الوحيدة التي يمكنه قولها بسبب الفزع. |              |                  |                |                             |                    |                          |
| 56 | 6            | «دماء دمائي»     | جاك بيندر      | براين كوغمان                | 29 مايو 2016       | 6.71                     |
| يُنقَذ (بران) و(ميرا) بواسِطة عمّه (بينجن ستارك) الذي فُقِدَ من حَرس الليل في السنوات الماضية. يَصِل (سام) و(غيلي) إلى هورن هيل حيث مقرّ عائلة (تارلي). وبعدَ معرفة والِد (سام) أن (غيلي) من الهمج، يُهينهما ويُخبِر ابنَه أنها ستكون كخادِمةٍ في القلعة، فيقوم (سام) بالرحيل معها ولكن يأخذ أولاً سيفَ العائلة المصنوع من الفولاذ الفاليري المُتوارَث عبر الأجيال. في العاصِمة، يَجمع (جايمي) الجيش لمُهاجَمة الكهنة أثناء مشية العار الخاصّة بـ(مارجري)، ولكن يظهر أنّ (مارجري) قد صارت مُتديّنة هي و(تومين) ويُقيمان حِلفاً مع رجال الدين؛ كما يقوم (تومين) بإقالَة (جايمي) من الحرَس الملكي، ويأمره أن يذهب ويُساعِد (والدر فراي) -الذي احتَجزَ (إدميور تالي) رهينة- لاستعادة ريفررن من (السمكة السوداء). وفي برافوس، تفشَل (آريا) في مُهمّتها وتُخبِر المُمثّلة أن هناك من يريد قتلها، فيأمر (جاكن) الفتاة المُشرّدة بقتل (آريا). أما (دنيرس) وأثناء سيرهم نحو ميرين، يظهر إحدى تنانينها، فتعتليه وتُلقي خِطاباً على الدوثراكيين أنّها ستقوم بعبور البحر اليّق لاحتلال ويستروس. |              |                  |                |                             |                    |                          |
| 57 | 7            | «الرَجُل المُحطَم»   | مارك ميلود     | براين كوغمان                | 5 يونيو 2016       | 7.80                     |
| في كينغز لاندينغ، نُقنِع (مارجري) جدّتها (أولينا) بالرحيل إلى هايجاردن بعدَ أن لمّح لها الكاهِن الأعلى أن جدّتها ستكون التالية. يَصِل (جايمي) برفقة (برون) إلى ريفررن ويُحاول التفاوض مع (السمكة السوداء) ولكنه لا ينجح. أمّا (ثيون) و(يارا) فيقضون آخر ليلة لهم في فولنتيس قبلَ إبحارِهم نحو ميرين. وفي برافوس، تُقرّر (آريا) الإبحار رجوعاً إلى ويستروس ولكنّها تُهاجَم من قِبَل الفتاة المُشرّدة، وتتمكن من الهرب بجروحٍ خطيرة. في الشمال، يُسافِر (جون) و(سانزا) و(دافوس) بين المُدن لجمع الحُلفاء، ويتمكّنون من ضمّ آل (مورمنت) والهمج لصفّهم، ولكنّهم ما زالوا أقلّ عدداً من آل (بولتون)، فتقوم (سانزا) خفاءً بإرسالِ رسالة تطلب فيها المساعدة من شخصٍ لم يُعرَف في الحلقة. كما يتّضح في الحلقة أنّ (ساندرو كليغان) قد نجى من معركتِه الأخيرة مع (بريان التارثية) حيثُ أنقذه كاهنٌ من الكهنة مع أتباعِه وأصبَح رجلاً صالِحاً، ثُم تُهاجِم المجموعة الأخوة بلا راية ويقومون بقتلهم جميعاً عدا (ساندرو) فيحملُ سلاحاً وينطلق ليبحث عن الانتقام. |              |                  |                |                             |                    |                          |
| 58 | 8            | «لا أحد»         | مارك ميلود     | ديفيد بينيوف، ودي. بي. وايس | 12 يونيو 2016      | 7.60                     |
| في كينغز لاندينغ، يُعلِن الملك (تومين) عن إلغائِه المُحاكمة عن طريق القتال وأن الجميع سيُحاكمون أما الكهنة، مما يضع (سيرسي) في موقفٍ حرج. تصل (بريان) إلى ريفررن وتُحاوِل إقناع (السمكة السوداء) بالاستسلام، ولكنها تفشل في ذلك؛ فيقوم (جايمي) بتهديد (إدميرو) بقتل ابنه، فيستسلم ويدخل القلعة ويأمُر جنودَه بالتراجُع ويُقتَل (السمكة السوداء) على يد جنود (اللانستر) وتتمكن (بريان) من الهرب. وفي مكانٍ ما في الغابات، يلتقي (ساندرو) مجدداً مع أخوية بلا راية الذين يَدعونَه للإنضمام معهم، يُفكّر (ساندرو) بالأمر ولكنّه لا يُعطي جواباً. وفي القارّة الأخرى عبر البحر الضيّق، يُغادِر (فارس) مدينة ميرين في مهمة غير معروفة، بعدها تُهاجَم المدينة من قِبَل المدن المُستعبدة وذلك تزامناً مع وصول (دنيرس) على متن تنينها. وتتوجّه (آريا) إلى السيّدة (كرين) المُمثلة في المسرح، وتقوم تلك الأخيرة بتطبيب جراحها، ومع حلول الصباح تقدِم الفتاة المُشرّدة وتقتل (كرين) وتُلاحق (آريا) في شوارع برافوس، فتقودها إلى مخبأها المُظلم، وتقوم بقتلها هناك وتأخذها لبيت الأبيض والأسود وتُعلِن أمام (جاكن هغار) أنها (آريا ستارك). |              |                  |                |                             |                    |                          |
| 59 | 9            | «معركة النَغلين»  | ميغيل سابوجنيك | ديفيد بينيوف، ودي. بي. وايس | 19 يونيو 2016      | 7.66                     |
| تجتَمِع (دنيرس) في ميرين مع الأسياد للتفاوض معهم على شروط استسلامِهم ولكنّهم يرفضون، فتركَبُ تنّينها ويتحرّر التنّينين الآخرين من قيودهم وتقوم بقيادتهم لحرق أسطول النخاسين؛ ويقوم (غراي وارم) بقتل نخاسَين اثنين والإبقاء على الثالث ليروي لقومِه ما حدث. وبعد انتهاء المعركة، تلتقي (دنيرس) بـ(يارا) و(ثيون) ويتّفقون على التحالُف. وفي ويستروس في الشمال، يستعدّ آل (ستارك) وآل (بولتون) للمعركة، حيثُ يلتقي النَغلان قبل يوم المعركة ويُحاول (رامزي) استفزاز (جون). وفي صباح اليوم التالي، تبدأ المواجهة. يُطلِق (رامزي) سراح (ريكون) ويخبِره أن يذهب راكضاً إلى جيش (ستارك)، ثُمّ يقوم بإطلاق السِهامِ نحوه، يُحاوِل (جون) إنقاذه ولكن أحد السهام يُصيبه ويموت من فورِه. يُحاصَر جيش (ستارك) ويكونون على وشكِ خسارَة المعركة لولا قدوم فرسان الوادي بقيادَة اللورد (باليش)، فينسحب (رامزي) بجيشِه إلى وينترفيل، ويستطيع جيش (جون) اختراق أسوار المدينة بمساعدة العملاق (وون وون) الذي يُقتَل على يد (رامزي) بعد هذا. يستطيع (جون) في النهاية إمساك (رامزي) ووضعه في إحدى الزنزانات، وتُرفَع راية آل (ستارك) في وينترفيل من جديد. ولاحِقاً من ذات اليوم، تنزِل (سانسا) لزنزانة (رامزي) وتُحضِر له كِلابَه التي لم يُطعمها منذ أيّام. في النهاية، يموت يُقتَل (رامزي) من قِبَل كلابِه. |              |                  |                |                             |                    |                          |
| 60 | 10           | «رياح الشتاء»    | ميغيل سابوجنيك | ديفيد بينيوف، ودي. بي. وايس | 26 يونيو 2016      | 8.89                     |
| لا تأتي (سيرسي) لمحاكمتها، وبدلاً من ذلك تُنفّذ خُطّتها في إحراق المعبد والمدينة عن بكرة أبيها، فينتُج عن هذا الإنفجار مقتل الكاهن الأعلى وأتباعِه، ومارجري وشقيقها ووالدها، ولانسل وكيفن لانستر، بجانِب مئاتٍ من النُبلاء والناس العوام، ثُم ينتحر (تومين) إثر ذلك. في جنوب القارّة في دورن، يلتقي (فارس) بـ (أولينا تايرل) و(إلاريا ساند) ويكوّنون معاً تحالُفاً مع (دنيرس) ضدّ آل (لانستر). أما في الشمال، يواجِه (دافوس) (ميليساندري) بمقتَل (شيرين) ويطلب من (جون سنو) إعدامها إلّا أنه يقوم بنفيها من المدينة؛ وأثناء احتفال الهمج وفرسان الوادي وجيش آل (ستارك) بانتصارهم في المعركة، يُقسِم كِبار القوم على طاعة (جون سنو) وتعيينه ملكاً جديداً للشمال. وخِلال احتفال آل (فراي) بانتصارهم، وبعدَ وليمةِ العشاء، تقوم (آريا) بقتل (والدر فراي) بطريقة مُشابِهة للطريقة التي قٌتلت بها أمّها. ويَصِل (سام) و(غيلي) إلى أولدتاون حيث سيتدرب (سام) ليُصبِح مايستر. أما (بران) فإنّه يعود في رؤيةٍ إلى بُرج البهجة حيثُ (نيد) يجدُ شقيقتَه (ليانا) المُحتضرة ويحمِل طفلها حديث الولادة وتُوصيه به وتخبره أن لا يُخبِر (روبرت) بشأن الطفل لألا يقتُله. كما يَضِل (جايمي) إلى العاصمة ويرى رماد المعبد وأنقاضه، في الوقت الذي تتوّج (سيرسي) نفسها ملكة جديدةً للبلاد. وأخيراً، تبدأ (دنيرس) بالتحرّك مع جيشها وتنانينها مُبحرةً نحو ويستروس لتبدأ احتلالها. |              |                  |                |                             |                    |                          |

## الاستقبال الجماهيري

### نِسَب المُشاهدة
| الموسم | الموسم | رقم الحلقة | رقم الحلقة | رقم الحلقة | رقم الحلقة | رقم الحلقة | رقم الحلقة | رقم الحلقة | رقم الحلقة | رقم الحلقة | رقم الحلقة | المتوسط |
| الموسم | الموسم | 1          | 2          | 3          | 4          | 5          | 6          | 7          | 8          | 9          | 10         | المتوسط |
| ------ | ------ | ---------- | ---------- | ---------- | ---------- | ---------- | ---------- | ---------- | ---------- | ---------- | ---------- | ------- |
|        | 1      | 2.22       | 2.20       | 2.44       | 2.45       | 2.58       | 2.44       | 2.40       | 2.72       | 2.66       | 3.04       | 2.52    |
|        | 2      | 3.86       | 3.76       | 3.77       | 3.65       | 3.90       | 3.88       | 3.69       | 3.86       | 3.38       | 4.20       | 3.80    |
|        | 3      | 4.37       | 4.27       | 4.72       | 4.87       | 5.35       | 5.50       | 4.84       | 5.13       | 5.22       | 5.39       | 4.97    |
|        | 4      | 6.64       | 6.31       | 6.59       | 6.95       | 7.16       | 6.40       | 7.20       | 7.17       | 6.95       | 7.09       | 6.84    |
|        | 5      | 8.00       | 6.81       | 6.71       | 6.82       | 6.56       | 6.24       | 5.40       | 7.01       | 7.14       | 8.11       | 6.88    |
|        | 6      | 7.94       | 7.29       | 7.28       | 7.82       | 7.89       | 6.71       | 7.80       | 7.60       | 7.66       | 8.89       | 7.69    |
|        | 7      | 10.11      | 9.27       | 9.25       | 10.17      | 10.72      | 10.24      | 12.07      | غ/م        | غ/م        | غ/م        | 10.26   |
|        | 8      | 11.76      | 10.29      | 12.02      | 11.80      | 12.48      | 13.61      | غ/م        | غ/م        | غ/م        | غ/م        | 11.99   |

## روابط خارجية
- صراع العروش، الموسم 6 على موقع ميتاكريتيك (الإنجليزية)
- صراع العروش، الموسم 6 على موقع روتن توميتوز (الإنجليزية)